# Barnham, West Sussex
Barnham är en ort i civil parish Barnham and Eastergate, i distriktet Arun, Storbritannien. Den ligger i grevskapet West Sussex och riksdelen England, i den södra delen av landet, 80 km söder om huvudstaden London. Barnham ligger 4 meter över havet och antalet invånare är 11 881. Barnham var en civil parish fram till 2019 när blev den en del av Barnham & Eastergate. Civil parish hade 1 391 invånare år 2011. Byn nämndes i Domedagsboken (Domesday Book) år 1086, och kallades då Berneham.
Terrängen runt Barnham är huvudsakligen platt, men norrut är den kuperad. Havet är nära Barnham söderut.  Närmaste större samhälle är Bognor Regis, 6,2 km sydväst om Barnham. 